# Ridicule – Von der Lächerlichkeit des Scheins
Ridicule – Von der Lächerlichkeit des Scheins (Originaltitel: Ridicule) ist ein preisgekrönter französischer Historienfilm von Patrice Leconte aus dem Jahr 1996 über das dekadente Leben am spätabsolutistischen Hof des französischen Königs Ludwig XVI.

## Handlung
Um 1780 besitzt der junge Landadlige Marquis Ponceludon de Malavoy in der ostfranzösischen Region von Dombes ein Gut, das inmitten einer Sumpflandschaft liegt. Die Bevölkerung wird von Mücken geplagt. Ihr Leben ist ärmlich, viele sterben in jungen Jahren an Krankheiten. Als einer der wenigen Aristokraten, die im Sinne der Aufklärung um das Wohl der Bauern besorgt sind, reist Ponceludon nach Versailles, um von König Ludwig XVI. die Erlaubnis und finanzielle Unterstützung für die Trockenlegung der Sümpfe zu erbitten. Eine Audienz kann er jedoch nur erwarten, wenn er sich bei Hofe mit Witz und geistvoller Rede beliebt machen kann. Scharfsinniger Esprit und mit diesem andere der Lächerlichkeit preiszugeben, gelten im Versailler Adelsmilieu als hohe Kunst, ebenso wie die Intrige.
Der adlige Arzt Marquis de Bellegarde kümmert sich um den Provinzler, nachdem dieser in der Umgebung von Versailles einem Wegelagerer zum Opfer gefallen und dabei verletzt worden ist. Er beschließt, Ponceludon unter seine Fittiche zu nehmen, und erklärt ihm, worauf es im Umgang mit der Hofgesellschaft ankommt. Ponceludon lernt schnell und weiß sich mit amüsanten Bonmots zu behaupten. Bei einer Gelegenheit gelingt es ihm, den tückischen Abbé de Vilecourt des Betrügens bei einem Wortspiel zu überführen. Obwohl sich Ponceludon in Bellegardes wissbegierige Tochter Mathilde verliebt, lässt er sich auf eine Affäre mit der verführerischen Hofdame Madame de Blayac ein, die erst vor kurzem zu einer vermögenden Witwe geworden ist. Von ihrem Einfluss verspricht er sich, endlich mit dem König über sein Anliegen sprechen zu dürfen.
Als ein privates Treffen mit dem König in Aussicht steht, kommt Ponceludon ein Duell mit einem Artillerieoffizier dazwischen, der sich von ihm in seiner Ehre gekränkt fühlt und seinerseits Ponceludon mit einer Bemerkung beleidigt. Nachdem Ponceludon das Duell für sich entschieden und den Offizier des Königs erschossen hat, will ihn Ludwig XVI. vorerst nicht empfangen. Ponceludon verlässt schließlich Madame de Blayac, um mit Mathilde ein neues Leben zu beginnen. Madame de Blayac fühlt sich durch die Zurückweisung tief gekränkt und plant eine Revanche. Sie lädt Ponceludon und Mathilde zu einem Maskenball ein. Als sie dort mit Ponceludon tanzt, wird diesem wie geplant ein Bein gestellt, sodass er spektakulär zu Boden fällt. Alle Gäste, bis auf Mathilde und Madame de Blayac, lachen über ihn und lassen ihren scharfen Zungen freien Lauf. Bevor Ponceludon den Saal gedemütigt verlässt, bringt er seine Verachtung für das dekadente Hofleben gekonnt zum Ausdruck. Für einen kurzen Moment schweigen alle Anwesenden. Nachdem er und Mathilde sich entfernt haben, tanzen die Gäste, als wäre nichts gewesen. Nur Madame de Blayac steht mit Tränen in den Augen verloren im Raum.
Erst nach der Französischen Revolution von 1789 gelingt es Ponceludon und Mathilde als einfache, fortschrittliche Bürger, die Sümpfe trockenzulegen und damit den Bauern neues Ackerland zur Verfügung zu stellen.

## Hintergrund

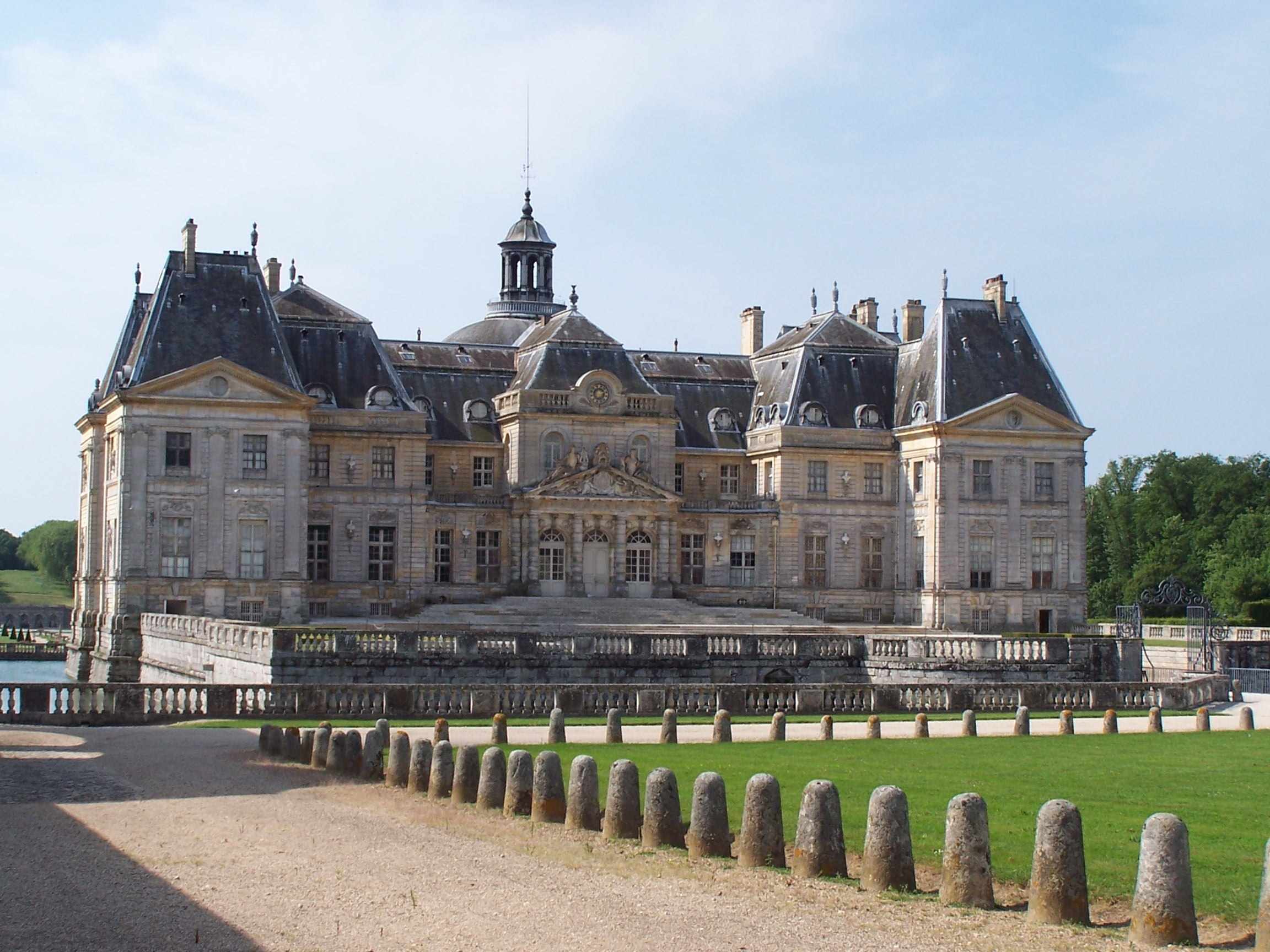
Schloss Vaux-le-Vicomte, ein Drehort des Films

Die Dreharbeiten fanden vom 21. August bis 24. November 1995 unter anderem in Paris und Versailles statt. Als Drehorte dienten ferner die französischen Schlösser Vaux-le-Vicomte in Seine-et-Marne und Maisons-Laffitte in Yvelines, wo bereits zahlreiche Filme, darunter das Kostümdrama Gefährliche Liebschaften (1988), inszeniert worden waren. Für das Szenenbild war Ivan Maussion verantwortlich, die Kostüme entwarf Christian Gasc. Das Budget des Films lag bei umgerechnet 7,1 Millionen Euro.

## Rezeption

### Veröffentlichung
Ridicule – Von der Lächerlichkeit des Scheins war am 9. Mai 1996 der Eröffnungsfilm der Internationalen Filmfestspiele von Cannes und erhielt in der Folge zahlreiche Filmpreise, unter anderem vier Trophäen des französischen Filmpreises César. Auch auf dem Toronto International Film Festival und dem Chicago International Film Festival wurde der Film gezeigt. In den französischen Kinos wurde er von mehr als zwei Millionen Besuchern gesehen. Weltweit konnte er rund 20 Millionen Dollar einspielen. In Deutschland kam er am 3. April 1997 in die Kinos und wurde im Oktober 1997 auf Video veröffentlicht. Am 2. Januar 2002 wurde er vom BR erstmals im deutschen Free-TV ausgestrahlt. Im Dezember 2006 erschien er auf DVD.

### Kritiken
Das Lexikon des internationalen Films bezeichnete Ridicule – Von der Lächerlichkeit des Scheins als „funkelnde historische Satire, die eine kritische Analyse des ‚bel esprit‘ mit opulenten Bildern verbindet, den historischen Abstand aber wahrt und soziale Verhaltensweisen erkenntnisstiftend zu entschlüsseln versucht“. Herausgekommen sei zudem ein „kraftvolles, intelligentes Zeit- und Sittengemälde, das die Anatomie einer auf den schönen Schein gegründeten Gesellschaft enthüllt“.
Der Spiegel sprach von „einem üppigen wie aktuellen Zeitporträt“. Prisma schrieb, dass Regisseur Patrice Leconte mit „faszinierend fotografierten Gegenlichtaufnahmen […] einen opulenten Kostümfilm mit hoher Authentizität“ inszeniert habe. Durch „[b]eeindruckende Bilder“ und „wunderbare Dialoge voller Sprachwitz und augenzwinkernder Lebensfreude“ sei der Film „zu einem cineastischen Fest der Sinne“ geraten.
„Die Darsteller, allen voran Fanny Ardant, sind exquisit“, befand France Soir. Roger Ebert von der Chicago Sun-Times verglich Ridicule – Von der Lächerlichkeit des Scheins mit dem ein Jahr zuvor veröffentlichten und „ebenso faszinierenden“ Historienfilm Restoration – Zeit der Sinnlichkeit. Das Faszinierende an Lecontes Film sei, „dass so viel von der Sprache abhängt, gleichwohl nur sehr wenig wirklich gesagt wird“. Janet Maslin von der New York Times bezeichnete den Film als „kunstvolles und leicht süffisantes Kostümdrama“, in dem Leconte „gekonnt und mit eleganter Böswilligkeit“ deutlich mache, dass es sich nicht um eine Komödie handle. Variety zufolge gelinge dem Film auf „prächtige und intelligente Art und Weise eine durchweg gewinnende Balance zwischen Humor und Herz“.

### Auszeichnungen
César
Gewonnen:
- Bester Film
- Beste Regie (Patrice Leconte)
- Beste Kostüme (Christian Gasc)
- Bestes Szenenbild (Ivan Maussion)

Nominiert:

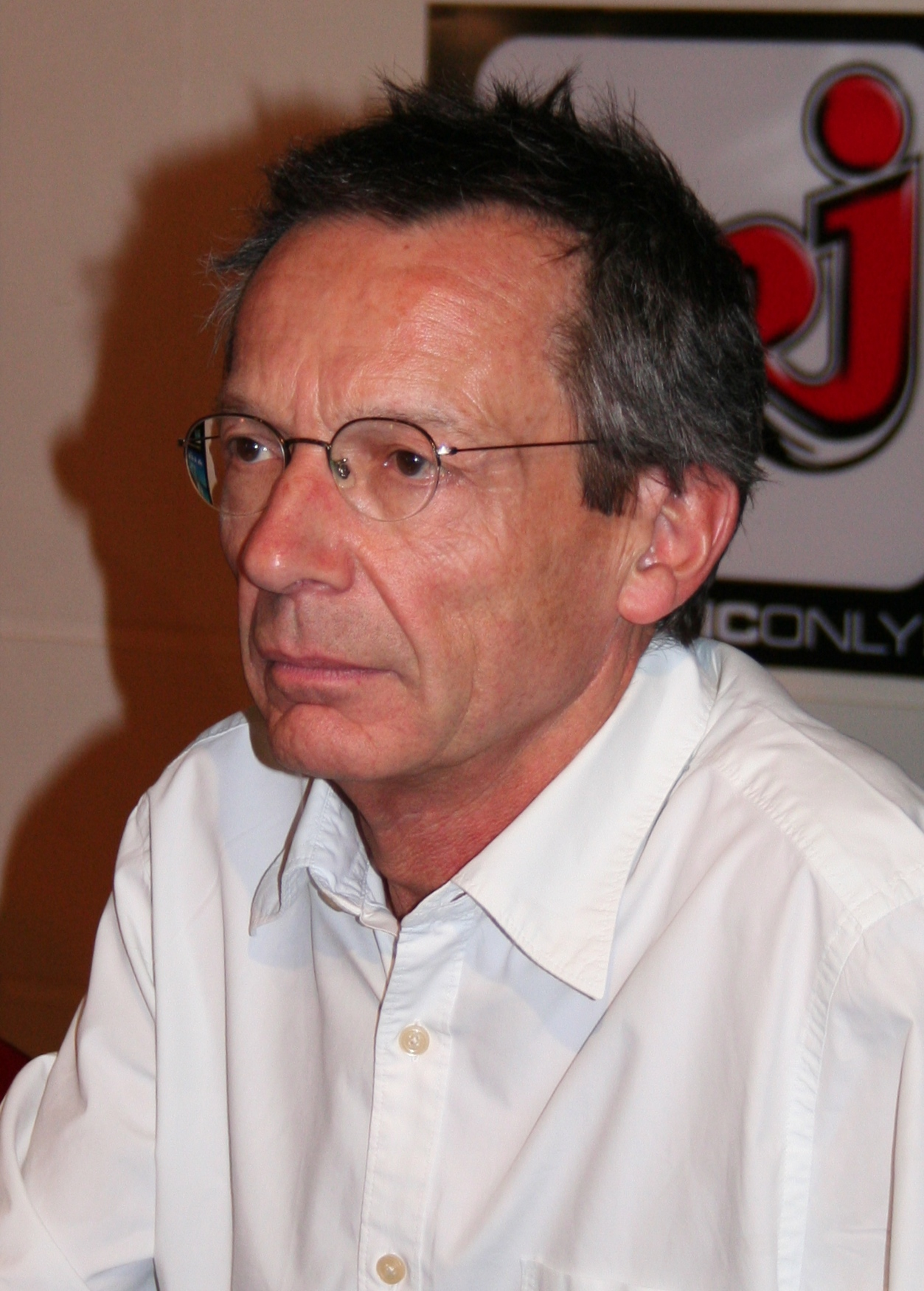
Regisseur Patrice Leconte

- Bester Hauptdarsteller (Charles Berling)
- Bester Nebendarsteller (Jean Rochefort)
- Bester Nebendarsteller (Bernard Giraudeau)
- Beste Kamera (Thierry Arbogast)
- Bester Schnitt (Joëlle Hache)
- Beste Filmmusik (Antoine Duhamel)
- Bestes Drehbuch (Rémi Waterhouse)
- Bester Ton (Paul Lainé, Dominique Hennequin, Jean Goudier)

BAFTA Award
- Bester fremdsprachiger Film

Golden Globe Award
- Nominiert in der Kategorie Bester fremdsprachiger Film

Internationale Filmfestspiele von Cannes
- Nominiert für die Goldene Palme

Oscar
- Nominiert in der Kategorie Bester fremdsprachiger Film

Prix Lumière
- Bester Film
- Bester Darsteller (Charles Berling)
- Beste Darstellerin (Fanny Ardant)

Satellite Award
- Nominiert in der Kategorie Bester ausländischer Film
- Nominiert in der Kategorie Beste Kostüme

Weitere
- Critics’ Choice Movie Award in der Kategorie Bester fremdsprachiger Film
- David di Donatello in der Kategorie Bester ausländischer Film
- Gold Hugo Award in der Kategorie Bester Film beim Chicago International Film Festival
- London Critics’ Circle Film Award in der Kategorie Bester fremdsprachiger Film
- National Board of Review Award in der Kategorie Bester fremdsprachiger Film

## Deutsche Fassung
Da sich der Film im französischen Original vor allem durch seine geschliffenen Dialoge und Wortspiele auszeichnet, war dem deutschen Verleih daran gelegen, eine sprachlich passende und ebenso geistvolle Synchronisation zu bewerkstelligen. Zu diesem Zweck engagierte man Katharina und Hans Magnus Enzensberger, die die französischen Dialoge übersetzten und nach deren Dialogbuch die deutsche Synchronbearbeitung bei R. C. Production Rasema Cibic in Berlin entstand. Die Dialogregie führte Elisabeth von Molo.
| Rolle                                  | Darsteller        | Synchronsprecher         |
| -------------------------------------- | ----------------- | ------------------------ |
| Marquis Grégoire Ponceludon de Malavoy | Charles Berling   | Joachim Tennstedt        |
| Marquis de Bellegarde                  | Jean Rochefort    | Jürgen Thormann          |
| Madame de Blayac                       | Fanny Ardant      | Kerstin Sanders-Dornseif |
| Mathilde de Bellegarde                 | Judith Godrèche   | Nana Spier               |
| Abbé de Vilecourt                      | Bernard Giraudeau | Bodo Wolf                |
| Monsieur de Montalieri                 | Bernard Dhéran    | Peter Neusser            |
| Chevalier de Milletail                 | Carlo Brandt      | Klaus-Dieter Klebsch     |
| Abbé de l’Epée                         | Jacques Mathou    | Till Hagen               |
| Ludwig XVI.                            | Urbain Cancelier  | Roland Hemmo             |
| Baron de Guéret                        | Albert Delpy      | Friedhelm Ptok           |
| Chevernoy                              | Jacques Roman     | Norbert Langer           |

## Soundtrack
- Antoine Duhamel: Ridicule. Decca 1997, eine CD mit 19 Aufnahmen der Filmmusik.